# Staré Lány
Staré Lány (německy Altlan) je malá vesnice, část městyse Malšice v okrese Tábor v okrese Tábor v Jihočeském kraji. Nachází se asi dva kilometry severozápadně od Malšic. Staré Lány leží v katastrálním území Malšice o výměře 13,27 km².

## Historie
První písemná zmínka o vesnici pochází z roku 1842.

## Obyvatelstvo
| Rok            | 1869 | 1880 | 1890 | 1900 | 1910 | 1921 | 1930 | 1950 | 1961 | 1970 | 1980 | 1991 | 2001 | 2011 | 2021 |
| -------------- | ---- | ---- | ---- | ---- | ---- | ---- | ---- | ---- | ---- | ---- | ---- | ---- | ---- | ---- | ---- |
| Počet obyvatel | 60   | 67   | 68   | 72   | 61   | 50   | 49   | 41   | 36   | 36   | 19   | 10   | 19   | 20   | 23   |
| Počet domů     | 8    | 8    | 8    | 8    | 9    | 9    | 9    | 10   | 9    | 9    | 7    | 10   | 10   | 11   | 11   |

## Galerie

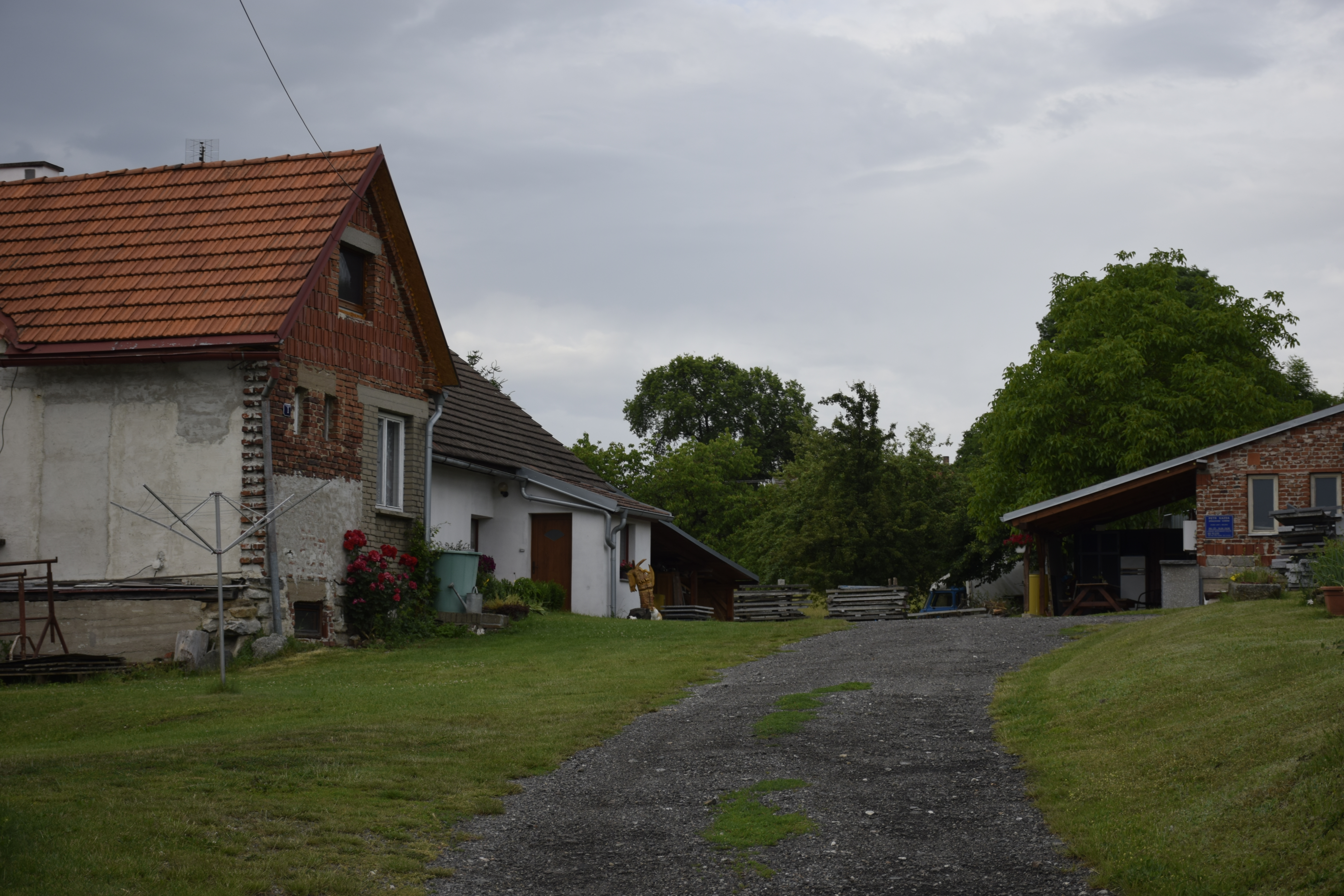
Dvorek
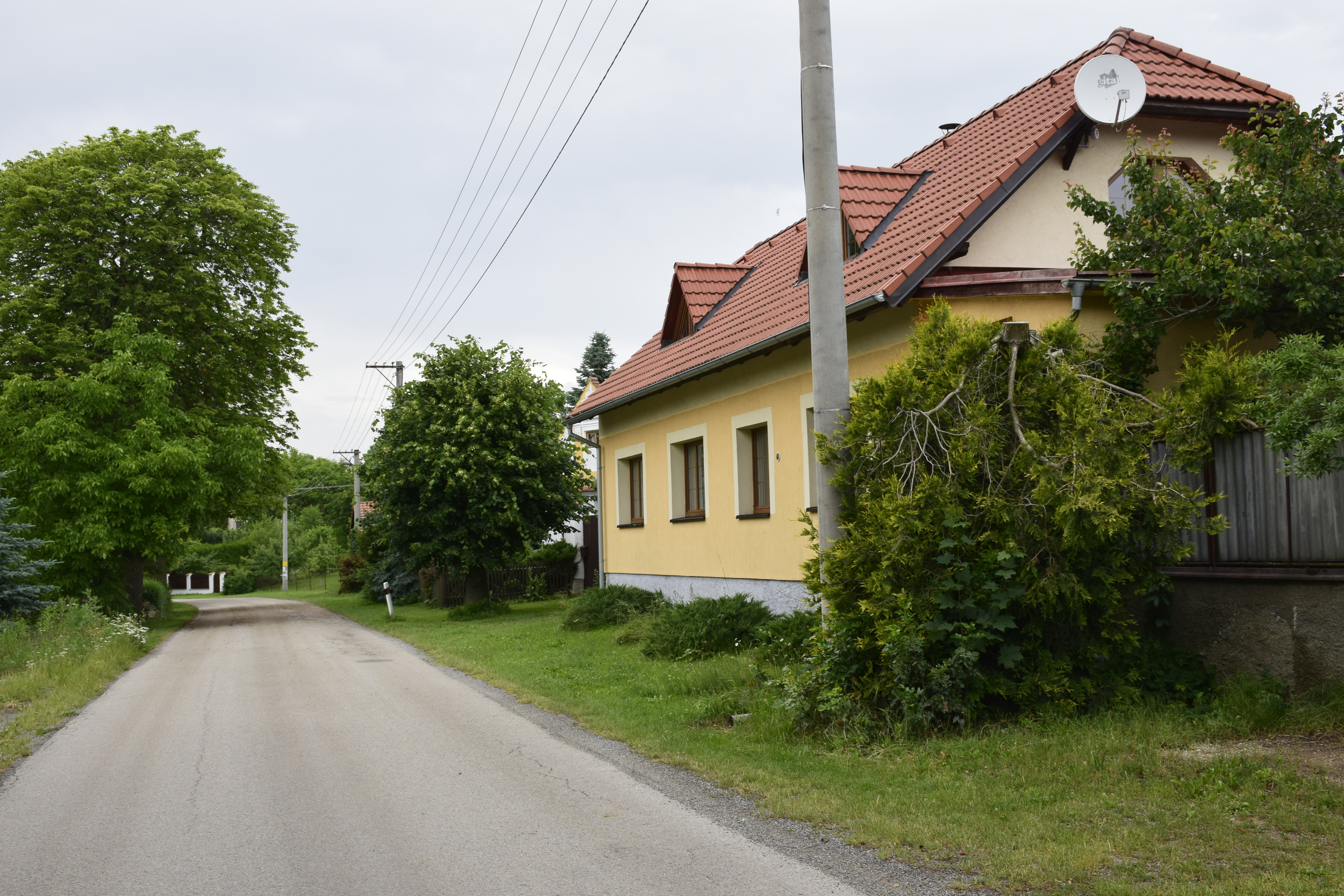
Silnice
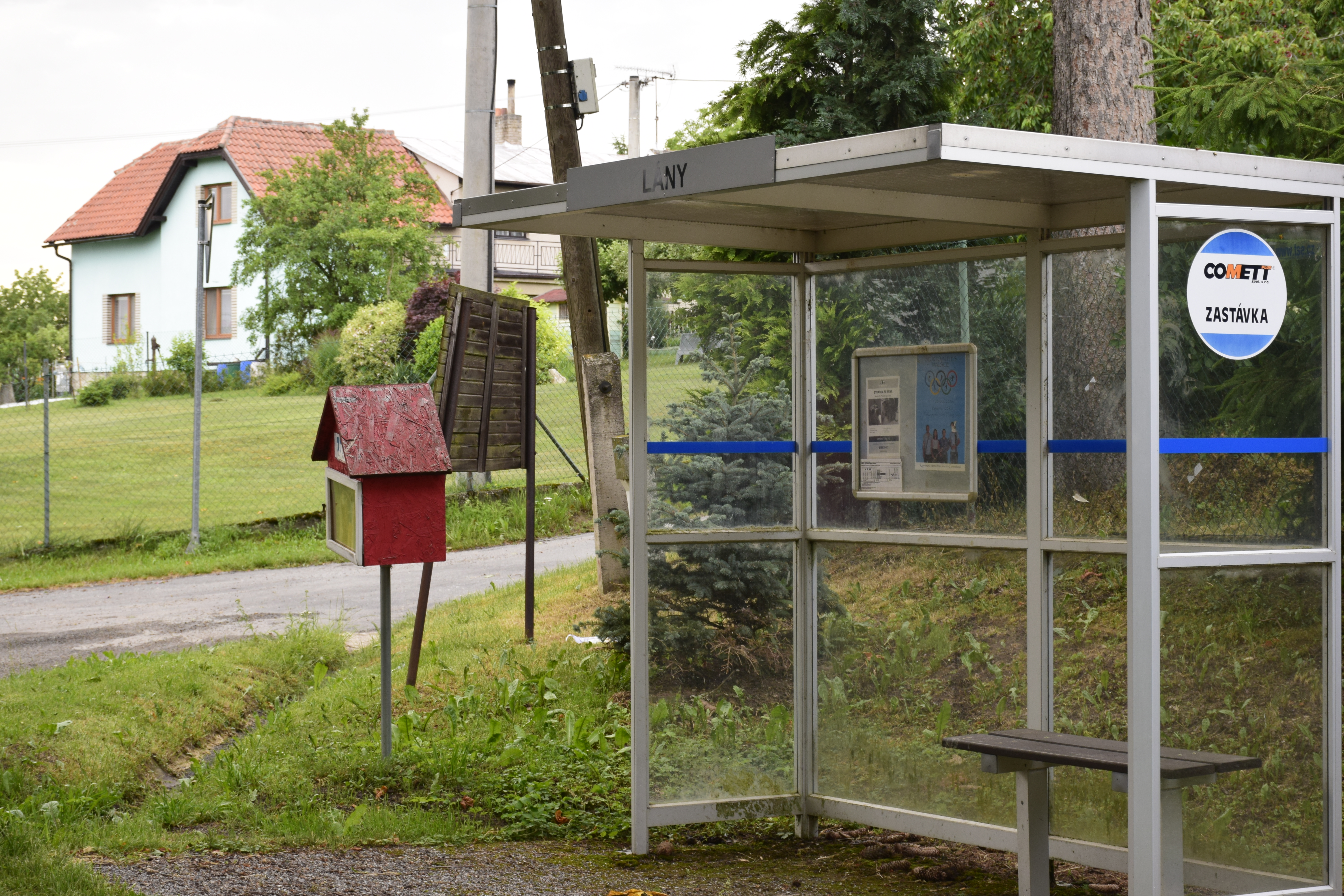
Autobusová zastávka